# نعمت‌الله نصیری

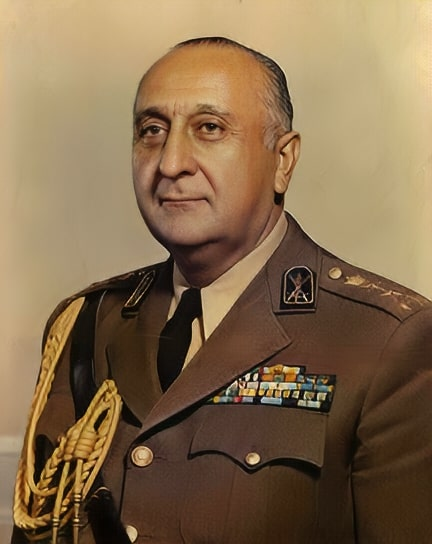
تیمسار نصیری با لباس رسمی

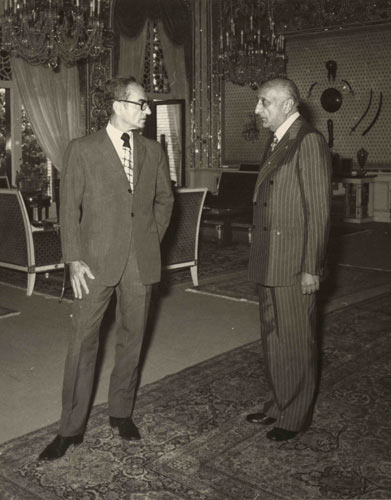
محمدرضا پهلوی و ارتشبد نعمت الله نصیری 1355

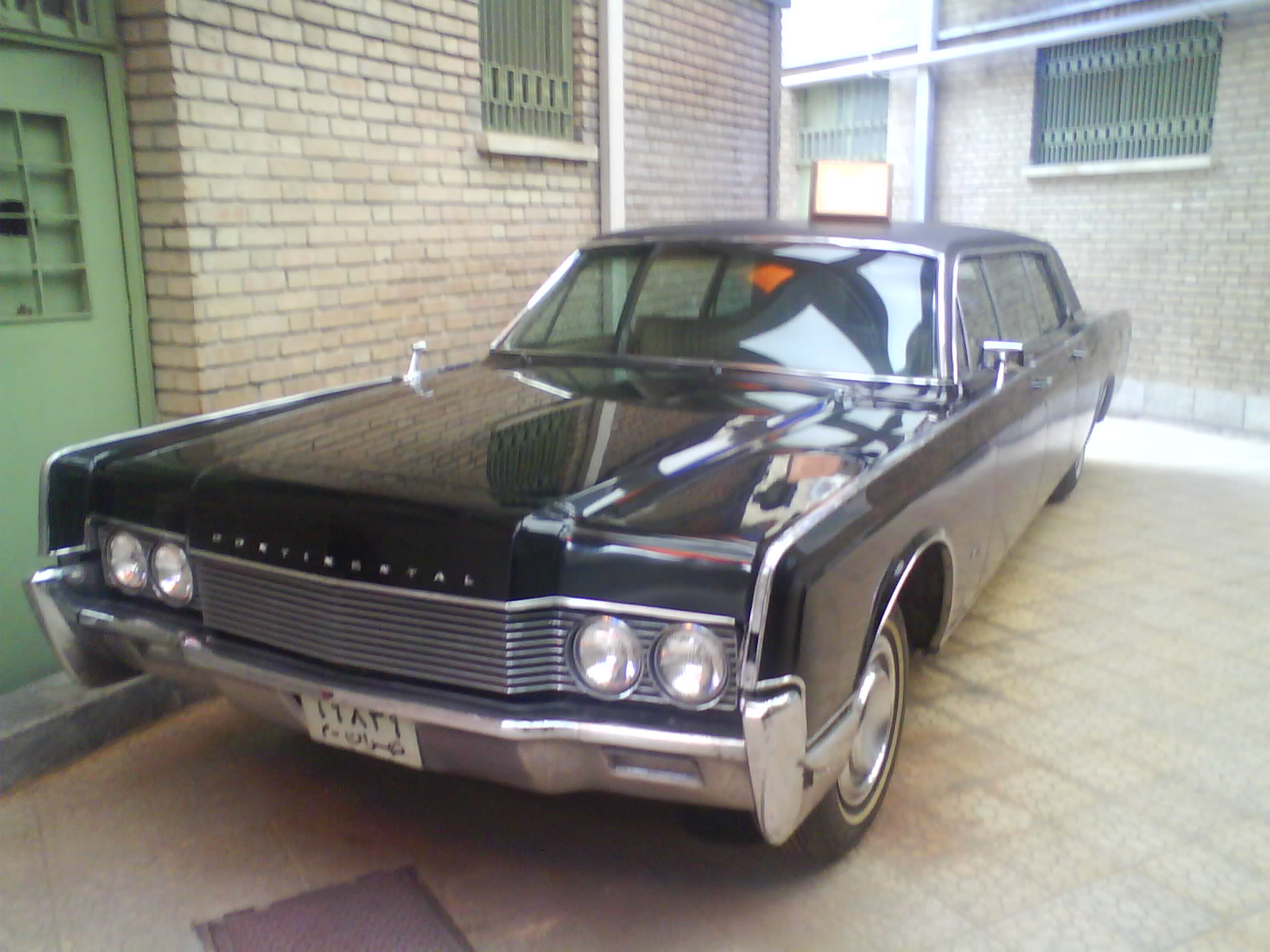
لیموزین تیمسار نصیری

نعمت‌الله نصیری (۱۲ مرداد ۱۲۸۹ – ۲۶ بهمن ۱۳۵۷) ارتشبد نیروی زمینی شاهنشاهی ایران، رئیس شهربانی ایران از آذر ۱۳۳۹ تا بهمن ۱۳۴۳ و سومین رئیس سازمان اطلاعات و امنیت کشور (ساواک) از ۶ بهمن ۱۳۴۳ تا ۱۷ خرداد ۱۳۵۷ در زمان سلطنت محمدرضا پهلوی بود.
ارتشبد نعمت‌الله نصیری، فارغ‌التحصیل ممتاز دانشکده افسری بود. پدرش عمید الممالک و مادرش زرین‌تاج خانم نام داشتند. نصیری فرماندهی هنگ یک از لشکر گارد شاهنشاهی و فرماندهی گارد سلطنتی را برعهده داشت.
او در خلال کودتای ۲۸ مرداد محاصره خانه محمد مصدق و ابلاغ فرمان محمدرضا پهلوی مبنی بر عزل محمد مصدق از نخست‌وزیری را برعهده داشت.
در ۱۳ مهر ۱۳۵۰ هم‌زمان با جشن‌های ۲۵۰۰ ساله شاهنشاهی ایران به درجهٔ ارتشبدی ارتقاء پیدا کرد و در شهریور ۱۳۵۷ پس از برقراری حکومت نظامی در تهران و تغییر کابینهٔ دولت، هنگامی که سفیر ایران در پاکستان بود به تهران احضار و به زندان اوین روانه شد. وی پس از انقلاب ۱۳۵۷ علی‌رغم مخالفت دولت موقت مهدی بازرگان در جریان دادگاه انقلاب به ریاست صادق خلخالی به جرم محاربه با خدا و افساد فی‌الارض و شرکت مستقیم در کشتار مردم، در پشت‌بام مدرسه رفاه واقع در خیابان عین الدوله در تهران اعدام شد.

## مسئولیت‌ها و فعالیت‌ها

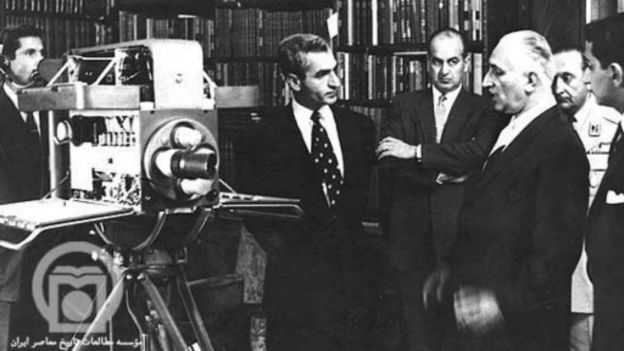
محمدرضا پهلوی در بازدید از ایستگاه تلویزیونی حبیب ثابت در تهران. در تصویر هرمز ثابت، ناصر ذوالفقاری، علی مؤید ثابتی، نعمت‌الله نصیری حضور دارند

مشاغل وی به ترتیب عبارت بودند از: فرمانده دسته مسلسل سنگین، فرمانده دسته و گروهان دانشکده افسری، معاون دانشکده تکمیلی، فرمانده گردان ۲ هنگ ۱۸ کرمان، فرمانده گردان مستقل سیرجان، فرمانده گردان پیاده دانشکده افسری، فرمانده دوره تکمیلی و معاون رسته پیاده دانشکده افسری، رئیس ستاد دژبان مرکز، فرمانده دانشکده پیاده، در سال ۱۳۲۹ ابتدا به فرماندهی هنگ پیاده پهلوی و سپس با درجه سرهنگی به فرماندهی گارد شاهنشاهی منصوب شد.
وی از آذر ۱۳۳۹ تا بهمن ۱۳۴۳ رئیس شهربانی بود و پس از آن به ریاست سازمان ساواک منصوب شد.

## ماجرای ۲۵ مرداد ۱۳۳۲

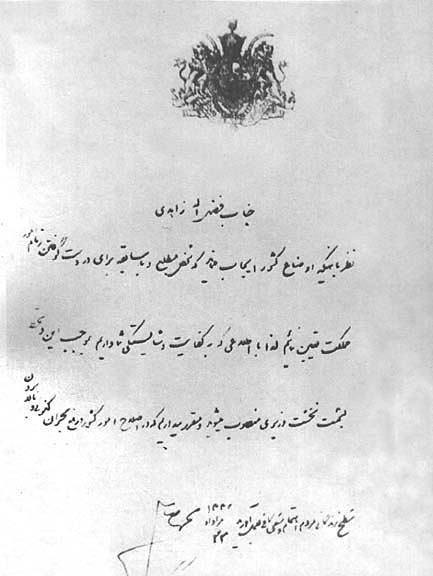
فرمان انتصاب سرلشکر زاهدی به نخست‌وزیری، که نصیری مسئولیت ابلاغ آن را داشت.

در جهت اجرای عملیات آژاکس محمدرضا پهلوی به همراه ثریا، همسرش در رامسر بود برگه ای سفید امضا جهت درج موضوع برکناری محمد مصدق و انتصاب تیمسار زاهدی امضا کرده و دراختیار عوامل کودتا قرار می‌دهد. پس از نوشتن فرمان عزل و نصب در ۲۲ مرداد ۱۳۳۲، نصیری با سمت فرمانده گارد شاهنشاهی، مأموریت یافت که فرامین شاه را مبنی بر انفصال محمد مصدق از نخست‌وزیری و انتصاب سرلشکر زاهدی به آن‌ها برساند؛ بنابراین نصیری از رامسر وارد تهران شده و نخست فرمان انتصاب سرلشکر زاهدی را به وی داد فرمان عزل مصدق را در نیمه شب ۲۵ مرداد با همراهی تانک و زره‌پوش از سعدآباد به خیابان کاخ آورد تا در منزل مصدق به او ابلاغ کرده و به دستگیری مصدق اقدام نماید. مصدق که با تلفن سرهنگ مبشری دبیر سازمان نظامی حزب توده ایران از حرکت این گروه باخبر شده بود فرمان را گرفته و بلافاصله جهت خنثی سازی کودتا دستور دستگیری نصیری و آزاد سازی روسای ارتش، نمایندگان مجلس و وزیر خارجه حسین فاطمی را که به دستور نصیری و زاهدی و در راستای ماجرای ۲۵ مرداد دستگیر شده بودند داد.
صبح ۲۵ مرداد خبر اقدام نصیری در شهر منتشر شد و همه دانستند که کوششی برای برکناری مصدق صورت گرفت و ناموفق بود. کودتای ۲۵ مرداد شکست خورده است.
زندان رفتن نصیری، پلکان پیشرفت او شد تا بعدها به سمت رئیس ساواک رسید. وی ابتدا سرهنگ بود. بعد از کودتای ۲۸ مرداد ۱۳۳۲ و بازگشت شاه سپهبد فضل‌الله زاهدی با توجه به تلاش وی در کودتای ۲۵ مرداد به او درجه سرتیپی داد که این کار موجب ناراحتی شاه شد زیرا دادن درجه را شاه مختص به خود می‌دانست.

## ریاست بر ساواک
نصیری از ۶ بهمن ۱۳۴۳ تا ۱۷ خرداد ۱۳۵۷ بیش از ۱۳ سال ریاست سازمان ساواک را (تا آخرین ماه‌های حکومت پهلوی) بر عهده داشت. او مستقیماً با شخص شاه در ارتباط بود. عملکرد وی از جمله ایجاد فضای آرام امنیتی در کشور بود.
در دوران مدیریت وی بر ساواک، «کمیته مشترک ضد خرابکاری» برای هماهنگ‌کردن اقدامات امنیتی ساواک، ارتش، شهربانی و ژاندارمری وقت در محل زندان ویژه، واقع در خیابان فردوسی، کوچه شاهچراغی که بعد از انقلاب به زندان توحید تغییر نام یافته و مورد استفاده قرار گرفت و نهایتاً در سال ۸۱ تعطیل شد، تشکیل شد. این زندان بعدها و در زمان ریاست جمهوری سید محمد خاتمی به موزه تبدیل شد و نام "موزه عبرت " برخود گرفت که مورد بازدید مردم تهران قرار می‌گیرد.

## اوضاع سیاسی و اجتماعی کشور در زمان ریاست نصیری بر ساواک
برخورد با گروه‌های چریکی در دوره ریاست ارتشبد نصیری به اوج رسید.
ساواک باید از یک سو با چهره‌های مسلمان و رهبران آن مبارزه می‌کرد و از سوی دیگر با مخالفان غیر مذهبی می‌جنگید. چهره‌هایی همچون علی شریعتی یا روحانیونی همچون حسینعلی منتظری چندین بار بازداشت شدند. در فاز جنگ مسلحانه، در اوایل سال ۵۱ چهار نفر از چریک‌های مجاهدین خلق، علی میهن دوست، ناصر صادق، محمد بازرگانی و علی باکری اعدام شدند. اما اعدام مهدی رضایی در همان سال سر و صدای بسیار زیادی برپا کرد.
پرویز ثابتی در کتاب در دامگه حادثه می‌نویسد: «در دوره نعمت‌الله نصیری میان ساواک و گروه‌های چریکی جنگ روانی ایجاد شده بود. شاه هر وقت مرا می‌دید، می‌گفت از حمید اشرف چه خبر، او را دستگیر کردید؟»
در سال ۱۳۵۴ نصیری به اقدامات خود شدت داد و ساواک ۹ تن از مهم‌ترین زندانیان سیاسی را در تپه‌های اوین به گلوله بست. بیژن جزنی، حسن ضیاظریفی، مشعوف کلانتری، احمد جلیلی افشار، عزیز سرمدی، محمد چوپان زاده و عزیز سورکی از چریک‌های فدایی خلق به همراه کاظم ذوالانواری و مصطفی جوان خوشدل از چریک‌های مسلمان نسل اول سازمان مجاهدین خلق در این زمان کشته شدند.

## اتهام فساد مالی و دستگیری

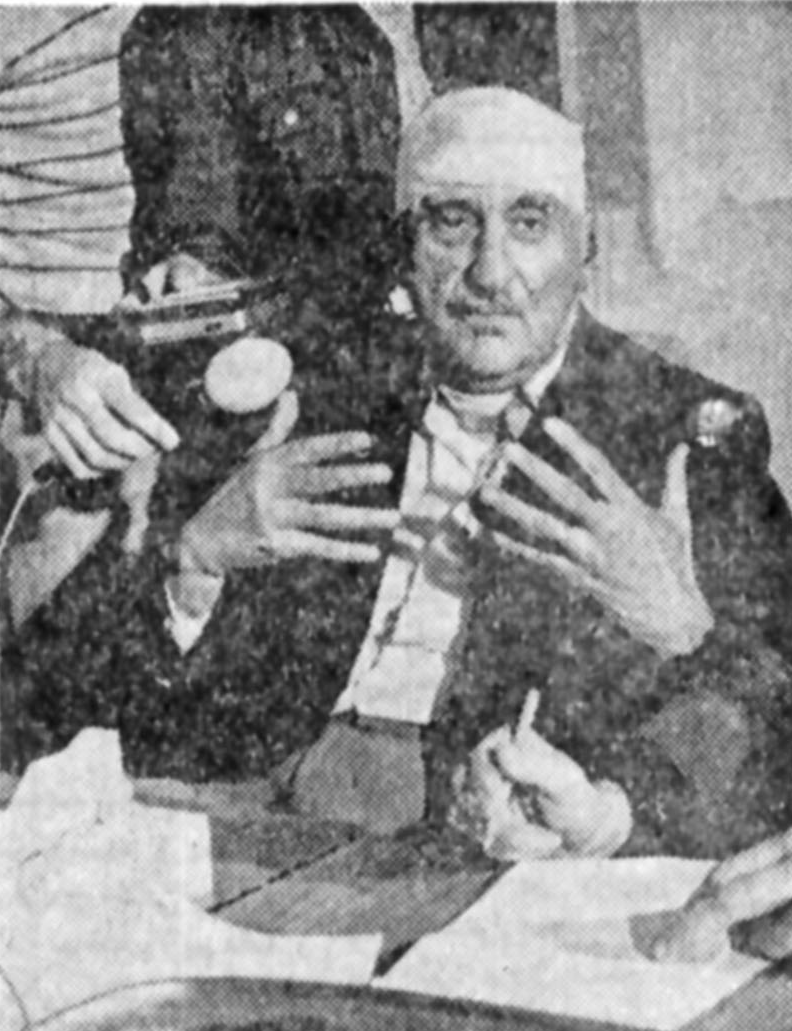
نصیری در زمان دستگیری

وی جزو نخستین مقاماتی بود که برای فرونشاندن خشم مردم در انقلاب ۱۳۵۷ ابتدا از ریاست سازمان ساواک برکنار و به عنوان سفیر به پاکستان فرستاده شد و سپس در شرایطی که محمدرضا پهلوی هنوز ایران را ترک نکرده بود، در شهریور ۱۳۵۷ توسط دولت ازهاری با اعزام یک هواپیمای اختصاصی به ایران بازگردانده و بازداشت شد.
روزنامه‌های تهران به نقل از مقامات، اتهام فساد مالی از جمله دریافت وامی به ارزش ۷۴۳ میلیون دلار (با بهره ۳ درصد) را از دیگر اتهامات و دلایل بازداشت وی برشمردند.
مسعود بهنود در کتاب از سید ضیاء تا بختیار می‌نویسد: «نصیری ساواک را به ثابتی سپرد و خود مشغول تجارت شد. به زودی تنها نامی از او بر ریاست ساواک بود. در حقیقت دفتر رئیس ساواک، مرکز معاملات تجاری او و محل برگزاری جلسات هیئت مدیره‌ایی بود که نصیری در آن‌ها عضویت داشت. ده‌ها هکتار باغ، چندین شهرک در شمال و میلیون‌ها سهم در کارخانه حاصل حضور ۲۰ ساله او در شهربانی کل کشور و ساواک بود.»

## انقلاب و حکم اعدام

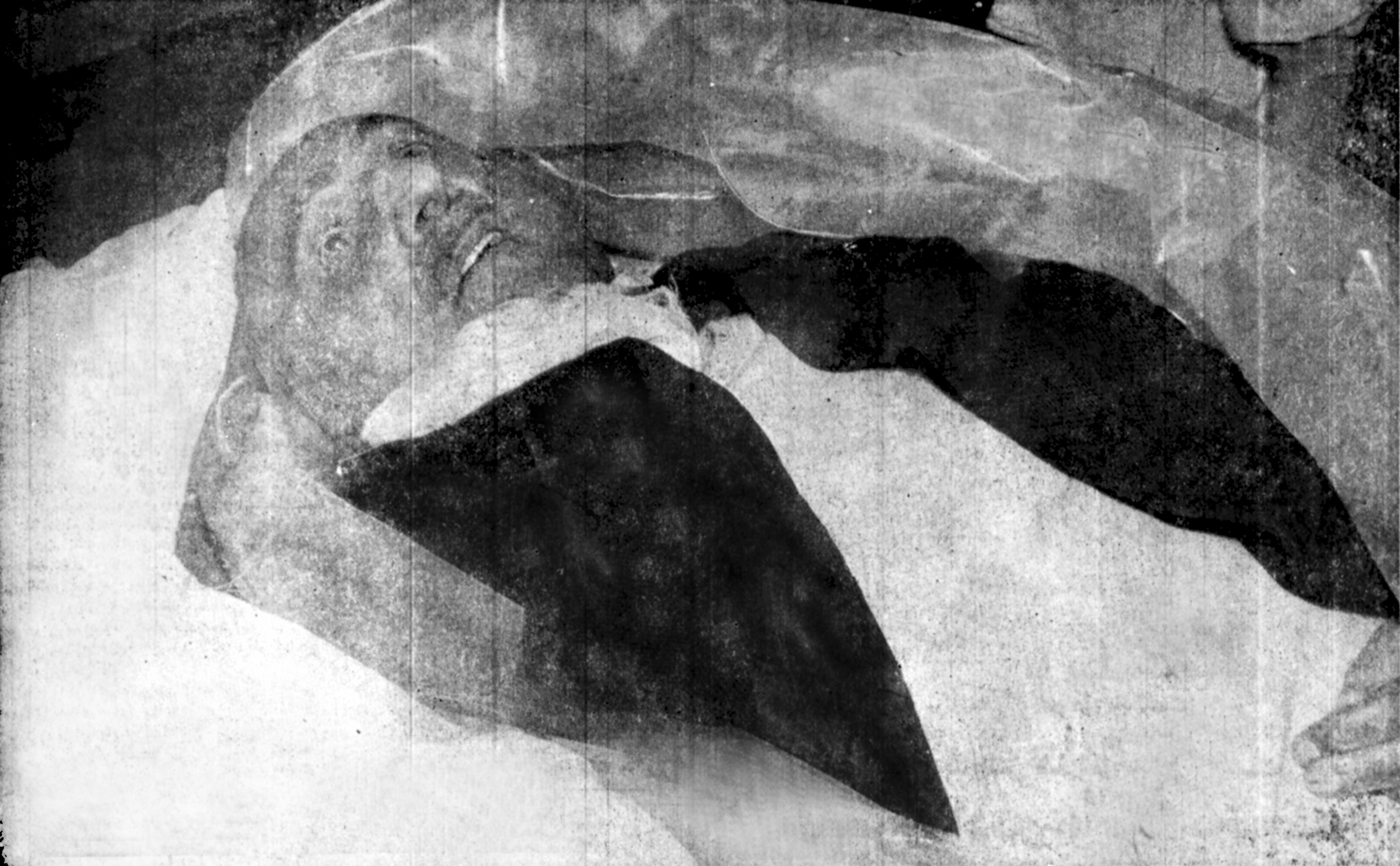
جسد نصیری بعد از اعدام او

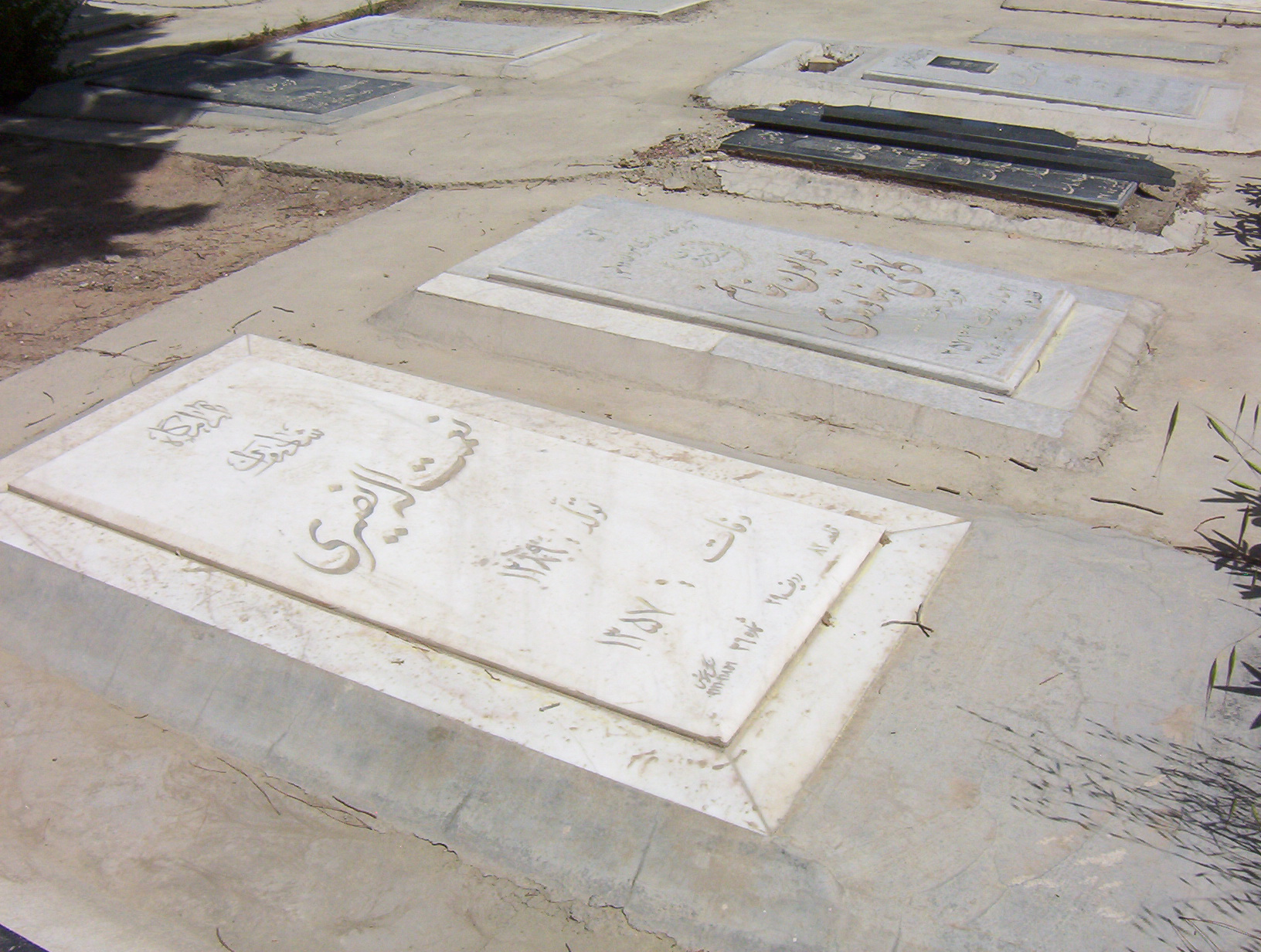
قبر نصیری در بهشت زهرا

با اوج‌گیری انقلاب ۱۳۵۷، شاه دستور انحلال ساواک را داد و نصیری که در آن زمان سفیر ایران در پاکستان بود به ایران فراخوانده شد و به زندان افتاد. با پیروزی انقلاب، دادگاهی انقلابی برای محاکمه وی تشکیل شد.
نعمت‌الله نصیری که در زندان دژبان پادگان جمشیدیه زندانی بود، سرانجام در۲۳ بهمن ۱۳۵۷ به دست انقلابیون دستگیر و پس از ضرب و شتم در دادگاه انقلاب به ریاست صادق خلخالی گیوی به اعدام محکوم شد. وی در ساعت ۲۳:۴۵ روز پنجشنبه ۲۶ بهمن ۱۳۵۷ در پشت بام مدرسه رفاه در تهران تیرباران شد و در بهشت زهرا (قطعه: ۸۲، ردیف: ۲۹، شماره: ۳۶) به خاک سپرده شد.

## زندگی شخصی
نصیری پس از طی تحصیلات مقدماتی و عالی در اول مهر ۱۳۱۳ با درجه نایب دومی از مدرسه صاحب‌منصبی فارغ‌التحصیل و از بین چهل و دو نفر، شاگرد هشتم شد.
نصیری در طول اشتغال ۶۰ نشان داخلی و خارجی دریافت کرد. وی دو بار ازدواج کرد که همسر نخست او پروین خواجوی مازندرانی و همسر دوم زلیخا خلوتی نام داشت. از نصیری دو فرزند به نام‌های محمدرضا و زرین‌ناز بر جای مانده است.